# 2301 Whitford
2301 Whitford este un asteroid din centura principală, descoperit pe 20 noiembrie 1965 de Goethe Link Obs..